# ستوكفيش
ستوكفيش (بالإنجليزية: Stockfish)‏ هو محرك شطرنج حُر ومفتوح المصدر، يُعد أحد أقوى محركات الشطرنج في العالم. تم تطوير محرك ستوكفيش بقبل مجموعة من المطورين من جميع أنحاء العالم، بقيادة تورد رومستاد وماركو كوستابلا. ستوكفيش متعدد المنصات ومكتوب بلغة سي++، ويدعم واجهة الشطرنج العالمية.

## تاريخ
تم إصدار ستوكفيش في نوفمبر 2008. في عام 2014، فاز محرك ستوكفيش ببطولة العالم للكمبيوتر في الشطرنج، متغلبًا على محرك الشطرنج التجاري كومودو بنتيجة 35.5–28.5.